# Хотимський район
Хотимський район (біл. Хоцімскі раён) — адміністративна одиниця Білорусі, Могилівська область. Найсхідніший район області та країни.
Районний та адміністративний центр — смт Хотимськ. Знаходиться за 430 км від м. Мінська, 180 км від м. Могилів і 484 км від м. Києва. На території району простягаються два автошляхи республіканського значення — Р74 Чериків — Краснопілля — Хотимськ і Р139 Хотимськ — Родня. Площа району 862,4 км². 103 населених пункти (1 смт, 93 села, 9 сільських рад).
Як адміністративна одиниця утворений 17 липня 1924 року.

## Населення
Станом на 2009 рік у районі мешкає 13 057 осіб.
| Національність | Кількість людей | Частка,% |
| -------------- | --------------- | -------- |
| білоруси       | 12 007          | 91,96    |
| росіяни        | 904             | 6,92     |
| українці       | 85              | 0,65     |
| поляки         | 6               | 0,05     |
| євреї          | 2               | 0,02     |

## Геологія
У геоморфологічному відношенні територія району входить до складу Оршансько-Могильовського плато. У минулому значну частину території займали ліси, але сьогодні вони, в силу різних причин, складають тільки 32%. Район розташований в зоні мішаних лісів.

## Флора і фауна
У районі мешкають види тварин, занесені до Червоної книги Республіки Білорусь — чорний лелека та борсук.
У Хотимському районі немає охоронюваних територій загальнонаціонального рівня, але є заказники і пам'ятки природи районного масштабу.